# Lubienieccy
Zasugerowano, aby ten artykuł podzielić na różne artykuły – podzielić na 2 hasła o 2 różnych rodach szlacheckich.
Lubienieccy – polskie rody hrabiowskie używające herbu Rola i herbu Sas

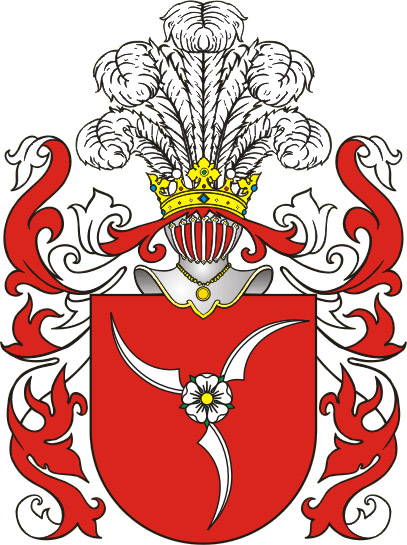
herb Rola

## Lubienieccy herbuRola

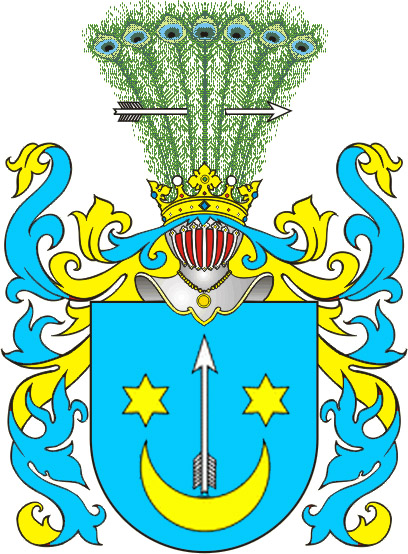
herb Sas

| Imię i nazwisko               | Okres życia | Opis osoby |
| ----------------------------- | ----------- | --- |
| Jan Lubieniecki               | 1651 – 1714 | biskup bakowski, dominikanin. |
| Jan Kanty Adam Lubieniecki    | 1764 - 1845 | deputat na trybunał, poseł na sejm, poseł na sejm Księstwa Warszawskiego, ojciec Hipolita Lubienieckiego                              |
| Hipolit Lubieniecki           | 1808 - 1864 | ppor. Krakusów, uczestnik Powstania listopadowego, pradziadek mjr. Henryka Dobrzańskiego "Hubala", ojciec Włodzimierza Lubienieckiego |
| Włodzimierz Lubieniecki       | 1844 - 1912 | uczestnik Powstania styczniowego, dziadek mjr. Henryka Dobrzańskiego "Hubala",ojciec Marii hr. Lubienieckiej                          |
| Maria hr. Lubieniecka         | 1871 - 1950 | matka mjr. Henryka Dobrzańskiego "Hubala"                                                                                             |
| Stanisław Lubieniecki młodszy | 1623 - 1675 | astronom, historyk i pisarz |

## Lubienieccy herbuSas
| Imię i nazwisko      | Okres życia | Opis osoby                      |
| -------------------- | ----------- | ------------------------------- |
| Walerian Lubieniecki | 1561 - 1617 | biskup bakowski, bernardyn.     |
| Teodozy Lubieniecki  | 1698 - 1751 | unicki biskup łucki i ostrogski |